# Magnolia tripetala
Magnolia tripetala, el árbol paraguas  o magnolia umbelada es una especie de árbol caducifolio originario del Sureste de Norteamérica en la región de los montes Apalaches. 

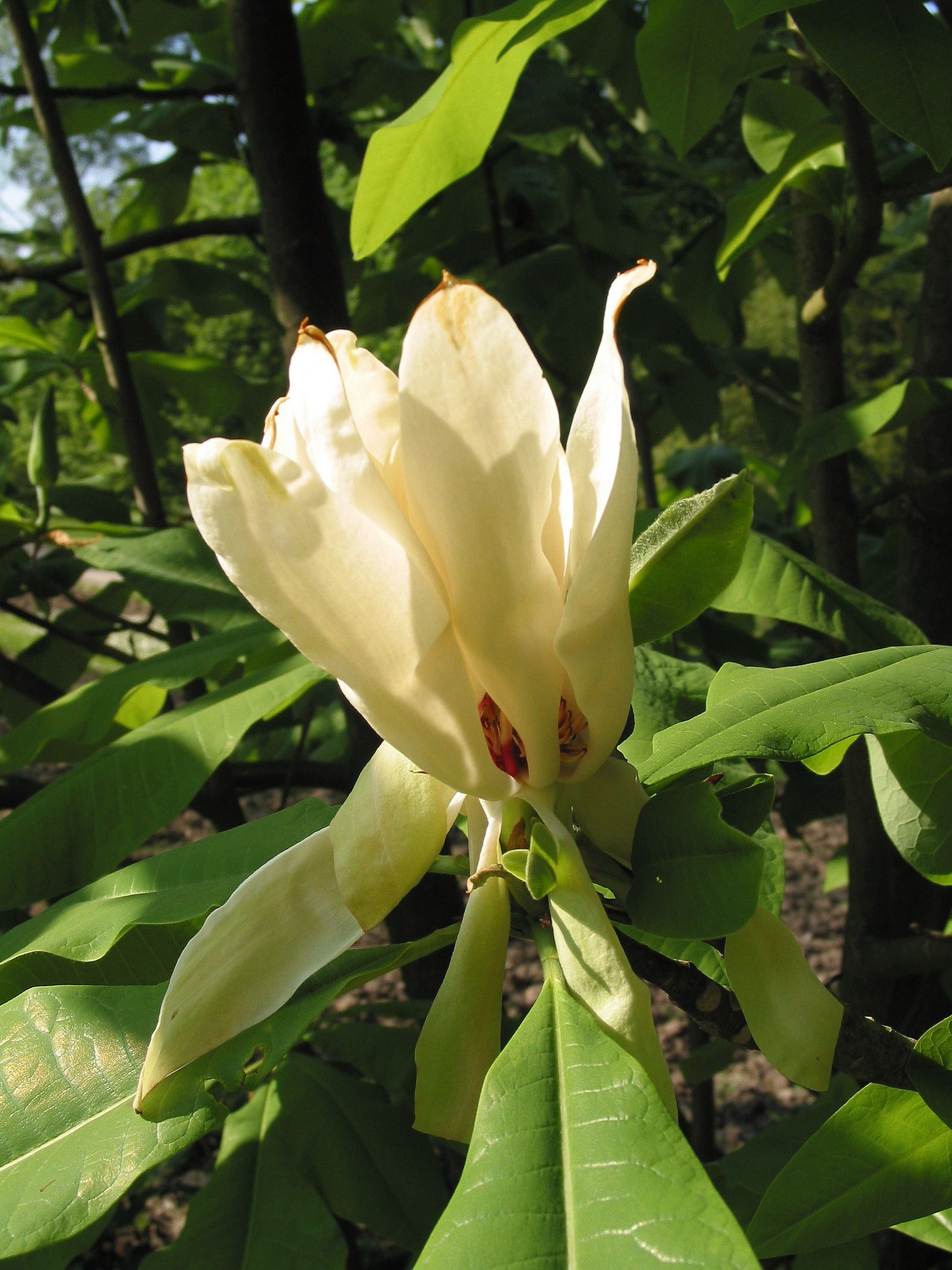
Flor de la magnolia umbelada.

## Descripción
Las magnolias umbeladas tienen grandes hojas lustrosas de 30-50 cm de largo. En un ambiente natural la magnolia umbelada puede crecer hasta 15 m de alto. Las flores son grandes, 15-25 cm de diámetro, con 6-9 pétalos de un blanco cremoso y un gran estilo rojo, que más tarde se transforma en un fruto rojo de 10 cm de largo, conteniendo varias semillas rojas. Estos árboles son atractivos y fáciles de cultivar. Las hojas se vuelven amarillas en el otoño.

## Taxonomía
Magnolia tripetala fue descrito por Carlos Linneo y publicado en Systema Naturae, Editio Decima 2: 1082. 1759.
Etimología
Magnolia: nombre genérico otorgado en honor de Pierre Magnol, botánico de Montpellier (Francia).
tripetala: epíteto latino que significa "con tres pétaloso".
Sinonimia
- Magnolia virginiana var. tripetala L., Sp. Pl.: 536 (1753).
- Magnolia umbrella var. tripetala (L.) P.Parm., Bull. Sc. France Belgique 27: 253 (1896), nom. superfl.
- Magnolia umbrella Desr. in J.B.A.M.de Lamarck, Encycl. 3: 673 (1792).
- Magnolia frondosa Salisb., Prodr. Stirp. Chap. Allerton: 379 (1796).
- Magnolia michauxii Fraser ex Thouin, Ann. Mus. Natl. Hist. Nat. 2: 252 (1803).
- Magnolia umbellata Steud., Nomencl. Bot., ed. 2, 2: 90 (1841).[4][5]